# Поллак, Андреа
Андреа Поллак (нем. Andrea Pollack, в замужестве Пинске, нем. Pinske; 8 мая 1961, Шверин — 11 марта 2019, Берлин) — немецкая пловчиха, трёхкратная олимпийская чемпионка, двукратная чемпионка Европы.

## Биография

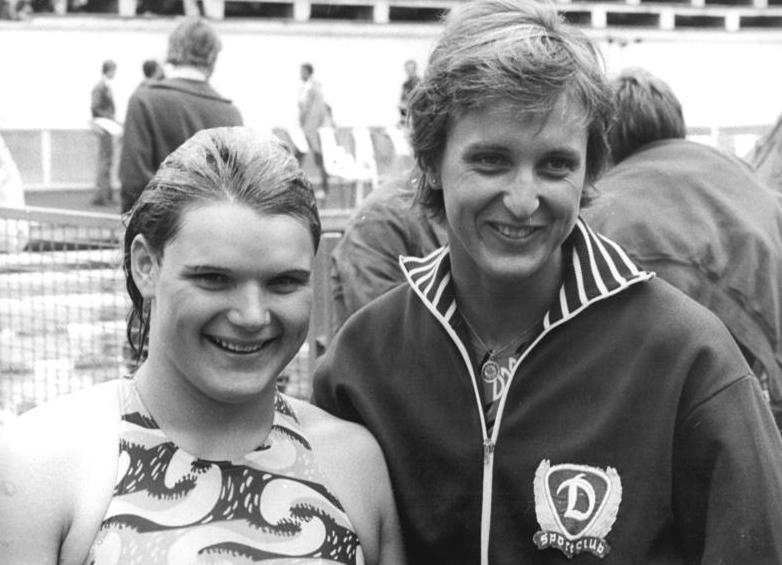
Поллак и Барбара Краузе

Андреа Поллак родилась в 1961 году в Шверине. На летних Олимпийских играх 1976 года 15-летняя Поллак победила на дистанции 200 м баттерфляем, а также в составе сборной ГДР в комбинированной эстафете 4×100 метров. Она также завоевала серебряные медали на дистанции 100 м баттерфляем и в эстафете 4×100 метров вольным стилем в составе сборной ГДР. Завоевала две золотые медали на Чемпионате Европы по водным видам спорта 1977 года. На летних Олимпийских играх 1980 года в Москве команда ГДР вновь заняла первое место в комбинированной эстафете. Также Поллак заняла второе место на дистанции 100 м баттерфляем, уступив соотечественнице Карен Метчук.
За свою спортивную карьеру Поллак установила 7 мировых рекордов. Она была одной из наиболее успешных пловчих баттерфляем в ГДР. В 1987 году она была включена в Зал Славы мирового плавания. Впоследствии Поллак призналась, что по указанию тренеров принимала допинг.
После завершения спортивной карьеры Поллак в течение почти 40 лет работала физиотерапевтом в центре олимпийской подготовки в Берлине. Она была замужем за велосипедистом Норбертом Пинске. Их сын Михаэль (род. 1985) стал дзюдоистом, принимал участие в летних Олимпийских играх 2008 года. Андреа скончалась в 2019 году в Берлине на 58-м году жизни от рака.